# Americas Rallycross
L'Americas rallycross (ou ARX) est une compétition américaine de rallycross créée par le promoteur IMG en 2018. Elle a cessé ses activités au terme de la saison 2019.

## Historique
Le promoteur IMG, également promoteur du championnat du monde de rallycross FIA, lance en 2018 le nouveau championnat de rallycross américain à la suite de l’arrêt du championnat concurrent, le Global Rallycross Championship . Les constructeurs présents en Global Rallycross, Volkswagen et Subaru, se tournent donc vers l'ARX ainsi que plusieurs pilotes engagés dans le Global Rallycross Championship. Le calendrier se compose pour la première année de 4 rendez-vous, dont deux sur la nouvelle piste rallycross du Circuit des Amériques. 

## Saison 2018
La première édition de la compétition est remportée par l'américain Scott Speed, auteur de deux victoires en quatre courses.

### Classement général
| Pos. | Pilote             | GBR | USA1 | CAN | USA2 | Points |
| ---- | ------------------ | --- | ---- | --- | ---- | ------ |
| 1    | Scott Speed        | 2   | 1    | 1   | 2    | 112    |
| 2    | Tanner Foust       | 1   | 3    | 2   | 1    | 107    |
| 3    | Patrik Sandell     | 4   | 5    | 4   | 5    | 75     |
| 4    | Ken Block          |     | 2    | 3   | 6    | 68     |
| 5    | Chris Atkinson     | 8   | 6    | 5   | 7    | 66     |
| 6    | Steve Arpin        |     | 7    | 6   | 3    | 54     |
| 7    | Oliver Bennett     |     | 8    | 9   | 9    | 32     |
| 8    | Liam Doran         | 3   |      |     | 8    | 30     |
| 9    | René Münnich       | 7   |      | 7   |      | 29     |
| 10   | Timo Scheider      | 5   |      |     |      | 21     |
| 11   | Travis Pastrana    |     | 4    |     |      | 17     |
| 12   | Toomas Heikkinen   |     |      |     | 4    | 17     |
| 13   | David Higgins      | 6   |      |     |      | 16     |
| 14   | Jacques Villeneuve |     |      | 8   |      | 12     |
| 15   | Andy Scott         | 9   |      |     |      | 10     |
| 16   | Philippe Maloigne  | 10  |      |     |      | 9      |

### ARX2
| Pos. | Pilote           | GBR | USA1 | CAN | USA2 | USA3 | Points |
| ---- | ---------------- | --- | ---- | --- | ---- | ---- | ------ |
| 1    | Conner Martell   | 1   | 1    | 1   | 2    | 6    | 131    |
| 2    | Christian Brooks | 2   | 2    | 2   | 5    | 3    | 114    |
| 3    | Alex Keyes       | 5   | 8    | 3   | 1    | 1    | 110    |
| 4    | Fraser McConnell | 4   | 9    | 6   | 4    | 2    | 96     |
| 5    | Scott Anderson   | 6   | 7    | 5   | 3    | 7    | 86     |
| 6    | Cole Keatts      | 3   | 6    | 8   | 7    | 5    | 82     |
| 7    | Matt Carpoff     | 8   | 10   | 7   | 8    | 9    | 60     |
| 8    | Travis PeCoy     | 9   | 3    | 9a  | 9    | 8    | 56     |
| 9    | James Rimmer     | 7   | 5    | 4   |      |      | 54     |
| 10   | Cabot Bigham     |     | 4    | 10a | 6    | 4    | 51     |